# Positions de Keynes sur le libre-échange et le protectionnisme
Les positions de Keynes sur le libre-échange et le protectionnisme sont l'ensemble des prises de position de l'économiste britannique John Maynard Keynes au sujet du libre-échange et du protectionnisme. Si les écrits théoriques de Keynes, qui donnent naissance au keynésianisme, sont relativement favorables à un libre-échange régulé, Keynes a adopté des positions en faveur de la souveraineté économique nationale et a envisagé des mesures protectionnistes conjoncturelles.

## Positions

### Keynes en faveur du libre-échange

#### Allocation des ressources et division du travail
John Maynard Keynes étudie dans sa jeunesse à l'université de Cambridge, sous la direction d'Alfred Marshall. Les cours de Cambridge sont à l'époque particulièrement favorables au libre-échange, considéré comme le meilleur moyen d'optimiser l'allocation des ressources et de favoriser la division du travail, sous l'hypothèse de certains postulats issus de l'école néoclassique.
Les écrits de jeunesse de Keynes, notamment entre 1906 et 1914, sont ainsi favorables à un libre-échange sans entraves et un minimum de régulations. Dans Les Conséquences économiques de la paix (1919), Keynes soutient un projet d'union de libre échange entre les pays européens, qui permettrait selon lui de gagner en productivité en exploitant les avantages de chaque pays selon ceux qu'ils développent. Ces pays promettraient de ne pas mettre en place de droits de douane nouveaux.

#### Gains de l'échange
Les travaux préparatoires à la Théorie générale de l'emploi, de l'intérêt et de la monnaie rassemblent la pensée de Keynes sur le sujet des avantages du libre-échange en période d'accalmie économique. Il tient le libre-échange comme un moyen d'augmenter l'efficacité dans l'utilisation des ressources productives pour chaque pays, et le protectionnisme généralisé comme une entrave à la prospérité générale.
L'argument des gains de l'échange est aussi avancé dans la Révision du traité (1922), où Keynes soutient que les tarifs douaniers peuvent être utilisés à des fins de guerre économique et à des fins politiques. L'érection de barrières douanières est particulièrement néfaste pour les pays débiteurs, car cela empêche les créditeurs de les rembourser progressivement. Dans La Fin du laissez-faire (1926), Keynes considère que si les défenseurs du laisser-faire le plus débridé ont pu pulluler, c'est du fait de la « faible qualité des propositions des opposants : le protectionnisme d'une part, le socialisme marxiste d'autre part ».
Dans son article « La fin de l'étalon-or », publié en 1931, Keynes remarque que les pays débiteurs ont tout à perdre à instaurer des droits de douane. Les pays créanciers dont Keynes parle sont, à l'époque, les États-Unis et la France. Il écrit : « Le reste du monde doit beaucoup d'argent à ces pays, pour des raisons qui ont trait à la guerre et aux paiements décidés après la guerre. Ces pays mettent en place des barrières douanières qui empêche le paiement de ces sommes sous forme de biens [...] Logiquement, il ne reste plus qu'un moyen par lequel le reste du monde peut maintenir [à leur égard] la solvabilité et la dignité : d'arrêter d'acheter les biens de ces pays ».

#### Supériorité de la dévaluation sur la protection
Dans « La fin de l'étalon-or », Keynes soutient toutefois qu'il est préférable de dévaluer la monnaie plutôt que d'imposer des mesures protectionnistes : « car si le taux de change de la sterling est dévalué de, mettons, 25 %, cela a la même conséquence que de réduire nos importations sous forme de droits de douane ; mais les droits de douane ne stimulent pas nos importations, et peuvent même les heurter ».

#### Pente fatale du protectionnisme
Keynes considère alors le protectionnisme dangereux et dit avoir « vraiment très peur du protectionnisme comme solution de long terme [parce que] c'est comme une drogue ; on n'arrive jamais à se débarrasser des tarifs douaniers une fois qu'on les applique ». S'il admet dans certains entretiens que des tarifs douaniers puissent être utiles à court terme, au cours d'un cycle économique, il n'intègre pas cela dans ses ouvrages séminaux. Il soutient que « nous devons tenir le libre échange, dans son interprétaiton la plus large, comme un dogme inflexible, dont on ne peut admettre aucune exception ».

### Keynes en faveur du protectionnisme

#### Remède aux déséquilibres de la balance commerciale
La Grande Dépression va faire évoluer certaines positions de Keynes dans le sens d'une remise en question des avantages, pour un pays, d'un libre-échange parfait. La crise provoque pour le Royaume-Uni un déficit commercial important ; l'économiste se montre par conséquent favorable, devant le comité MacMillan (en), de la mise en place de droits de douane qui permettraient de réduire ce déficit.
Cette thèse est développée dans Un traité sur la monnaie. Il y reprend l'idée de droits de douane qui permettraient, d'abord, de renchérir les importations et donc stimuler la production nationale, et, d'autre part, de rééquilibrer la balance commerciale. Si le pays empêche ses consommateurs à consommer des produits étrangers, et que cela mène à « la substitution de biens produits de manière domestique à des biens qui avant été importés, cela augmentera le niveau d'emploi ».

#### Mesure de neutralisation des externalités des relances budgétaires
La position de Keynes peut être expliquée par sa théorie de la demande comme stimulateur du système économique. Contrairement aux néoclassiques de l'époque, Keynes défend l'idée selon laquelle la crise est due à une insuffisance de la demande. Dès lors, une pratique d'austérité salariale (une compression des salaires) ne permettrait pas de sortir du marasme économique. Il vaudrait donc mieux pratiquer tout à la fois une politique de relance budgétaire, qui soit associée à une augmentation des droits de douane afin de limiter le risque que les sommes dépensées par l’État stimulent la production de biens étrangers.

#### Opposition à la théorie de l'avantage comparatif
La remise en cause du libre-échange par Keynes est dû à une critique, dans les années 1930, vis-à-vis de la théorie de l’avantage comparatif. Selon lui, en effet, l'avantage comparatif est perçu par les dirigeants comme statique : un pays serait efficace dans une production donnée, et ne pourrait développer davantage dans nulle autre. Cela conduirait à un gaspillage des ressources nationales. Il conclut dans une note adressée à l'Economic Advisory Council ne plus trop « croire à un très haut degré de spécialisation nationale ».
Keynes est bien conscient de ce que le libre-échange a grandement profité à son pays jusqu'à présent, mais il remarque que cela avait été à deux conditions : la flexibilité du marché du travail et des taux d'intérêt. Dès lors que le travail est devenu rigide au Royaume-Uni (protection des travailleurs, étalon-or, etc.), les entreprises britanniques ont vu leurs marges être comprimées, et ont investi à l'étranger plutôt que sur le sol britannique.

### Keynes en faveur d'une stratégie de souveraineté économique

#### Participation au marché et protection de secteurs stratégiques
Keynes se montre en faveur, de la mise en place d'une stratégie nationale de souveraineté économique. Il s'agirait, tout en continuant à participer au libre-échange, à protéger quelques secteurs économiques considérés comme indispensables au pays. Dans son article « Les pro et les anti-tarifs » (publié dans The Listener en 1932), Keynes envisage la protection du secteur agricole ainsi que de l'industrie automobile, et celle du fer et de l'acier. Il admet que l'abandon du libre-échange mènera probablement à des pertes d'efficacité et de revenus, mais soutient que le gain final, celui d'une disponibilité immédiate de la production nationale, compense le désavantage induit.
Cette position est approfondie en 1933, dans un article appelé « L'autosuffisance nationale », publié dans le New Statesman. Il réaffirme son attachement à la nécessité pour un pays d'atteindre un certain degré d'autosuffisance, et au maintien pour une économie d'une diversité d'activités. Le protectionnisme doit donc être utilisé que lorsque cela est favorable à l'intérêt général.
Cela ne traduit pas une position pro-protectionnisme permanente. Keynes continue, en 1933, de s'opposer au protectionnisme dès lors qu'il n'est pas justifié par des raisons de politique de sécurité nationale. Dans The Means to Prosperity (1933), il écrit que : « les droits de douane et les quotas imposés pour protéger la balance commerciale, et non pour répondre à une politique nationale permanente, doivent être supprimés ».

#### Opposition à la théorie du doux commerce
Dans « L'autosuffisance nationale », Keynes s'oppose à la théorie du doux commerce. Il s'agit là d'une volte-face vis-à-vis de ses positions antérieures. C'est l'auto-suffisance nationale d'abord qui permet la guerre, car un pays qui disposerait de tout ce dont il a besoin de manière immédiate n'aurait pas à envahir un autre.

### Keynes en faveur d'une alternance entre libre-échange et protectionnisme

#### Le protectionnisme comme outil de réponse à une crise économique
Keynes se montre favorable à une utilisation du protectionnisme comme un outil parmi d'autres dans le cadre de la réponse publique à une crise économique. Le protectionnisme devrait ainsi être un élément à part entière du policy-mix, jusqu'à ce que le pays retrouve sa capacité à bénéficier du libre-échange, une fois la crise finie. Ainsi, le libre-échange doit s'effacer lorsque cela est exigé durant une crise économique.
L'économiste s'attaque ainsi non pas tant au libre-échange qu'au libre-échange en tant que dogme indiscutable et qui serait vrai de manière permanente. Il relève que les démonstrations qui ont montré la supériorité du libre-échange sur le protectionnisme se basaient sur des postulats néoclassiques tels que le plein-emploi. Or, les effets de la crise de 1929 en Europe conduisent Keynes à remettre en question ce postulat, et, par voie de conséquence, la conclusion. Il soutient ainsi à la fin de sa vie que dans le cas où une économie est en récession ou loin du plein-emploi, le gouvernement doit mettre en place des mesures protectionnistes le temps que l'économie se relève. Il écrit ainsi que « ceux qui sont en faveur du libre échange peuvent, en cohérence avec leur doctrine, considérer des droits de douane comme une ration de survie, qui ne peut être utilisée que lors d'une situation d'urgence. L'urgence est arrivée. »
Une autre source importance de connaissance de la position de Keynes en faveur d'une utilisation du protectionnisme comme partie du policy-mix est sa correspondance avec James Meade. Keynes se montre opposé à la mise en place de quotas d'importation, trop sujets à fluctuation et trop imprécis. Les droits de douane, eux, peuvent être utilisés dès lors que la dévaluation de la monnaie ne permet par une restauration de la compétitivité et de la balance commerciale. Dans le cas où, une fois la crise économique finie, la balance commerciale est rétablie, les mesures protectionnistes peuvent être graduellement démantelées.

#### Un économiste favorable à l'économie de marché internationale régulée
Du fait de cette position nuancée, certains économistes ont qualifié la position de Keynes comme en faveur d'un « protectionnisme circonstanciel ». Cela est dû au fait que Keynes comprend que les droits de douane ne peuvent servir que rarement, et que si les autres pays ne font pas de même. Ainsi, dans The Means to Prosperity (1933), l'économiste écrit que « la dévaluation monétaire et les droits de douane sont les armes que ce pays avait en main jusqu'à récemment pour se protéger. Il y eut un moment où le pays a eu besoin de les utiliser, et ces outils nous ont bien servi. Mais les dévaluations compétitives et les droits de douane compétitifs, ainsi que d'autres manières artificielles d'améliorer la balance commerciale comme les restrictions d'échanges, les prohibitions d'imports et les quotas, n'aident personne et blessent chacun, s'ils sont appliqués par tous ».
Keynes a par conséquent montré que l'économie de marché n'est pas synonyme de laisser-faire, mais de libre-échange régulé.